# Liste der Monuments historiques in Bouy (Marne)
Die Liste der Monuments historiques in Bouy führt die Monuments historiques in der französischen Gemeinde Bouy auf.

## Liste der Objekte
| Bezeichnung                        | Beschreibung                                        | Standort                        | Kennzeichnung | Schutzstatus | Datum | Bild |
| ---------------------------------- | --------------------------------------------------- | ------------------------------- | ------------- | ------------ | ----- | ---- |
| Skulptur Heiliger Hilarius         | Holz, farbig gefasst und vergoldet, 18. Jahrhundert | in der Kirche St-Hilaire (Lage) | PM51002481    | Inscrit      | 1977  |      |
| Skulptur Sitzende Madonna mit Kind | Stein, farbig gefasst, 14. Jahrhundert              | in der Kirche St-Hilaire (Lage) | PM51000104    | Classé       | 1911  |      |
| Kruzifix                           | Holz, 16. Jahrhundert                               | in der Kirche St-Hilaire (Lage) | PM51000105    | Classé       | 1977  |      |
| Skulptur Stehende Madonna mit Kind | Holz, 18. Jahrhundert                               | in der Kirche St-Hilaire (Lage) | PM51002480    | Inscrit      | 1977  |      |